# Андреев, Алексей Сергеевич
Алексе́й Серге́евич Андре́ев (17 февраля 1924 — 5 августа 2001) — участник Великой Отечественной войны, командир орудия батареи 45-мм пушек 491-го стрелкового полка 159-й стрелковой дивизии 5-й армии 3-го Белорусского фронта. Герой Советского Союза (24.03.1945), младший сержант.

## Биография
Родился 17 февраля 1924 года в Оренбурге в семье рабочего. По национальности русский. Член ВКП(б) с 1946 года. По окончании начальной школы и школы ФЗО работал слесарем.
Призван в ряды Красной Армии в 1942 году. С мая 1943 года на фронтах Великой Отечественной войны. Командир орудия младший сержант Андреев особо отличился в боях 23—24 июня 1944 года при прорыве вражеской обороны в окрестностях деревни Шельмино в Витебской области. Им было уничтожено несколько пулемётных гнёзд и орудий противника, слаженными действиями подавлен огонь миномётной батареи. 25 июня артиллерийский расчёт Андреева преодолел реку Лучеса (ныне Лучоса), разрушил 2 блиндажа противника, подбил вражеский танк и 2 БТР.
Указом Президиума Верховного Совета СССР от 24 марта 1945 года
за образцовое выполнение боевых заданий Командования на фронте борьбы с немецкими захватчиками и проявленные при этом отвагу и геройство

младшему сержанту Андрееву Алексею Сергеевичу присвоено звание Героя Советского Союза с вручением ордена Ленина и медали «Золотая Звезда».
В 1947 году демобилизован. Вернулся на родину. Жил в Оренбурге. Работал слесарем на заводе «Гидропресс», занимался активной общественной деятельностью. Скончался 5 августа 2001 года.

## Награды и звания
- Медаль «Золотая Звезда» Героя Советского Союза
- Орден Ленина
- Орден Отечественной войны I степени
- Орден Отечественной войны II степени
- Медали, в том числе:
  - Медаль «За Победу над Германией в Великой Отечественной войне 1941—1945 гг.»
  - Юбилейная медаль «Двадцать лет Победы в Великой Отечественной войне 1941—1945 гг.»
  - Юбилейная медаль «Тридцать лет Победы в Великой Отечественной войне 1941—1945 гг.»
  - Юбилейная медаль «Сорок лет Победы в Великой Отечественной войне 1941—1945 гг.»

- Почётный гражданин Оренбурга (27.04.1995)

## Память
- Памятник Герою установлен на Аллее Героев кладбищенского комплекса «Степной».